# عمرو بن أبي عمرو
أبو شداد عمرو بن أبي عمرو الفهري القرشي (30 ق هـ - 36 هـ / 592م - 657م) صحابي جليل من بني محارب بن فهر من قريش شهد مع النبي محمد ﷺ غزوة بدر قال الواقدي: «لما هاجر عمرو بن أبي عمرو من مكة إلى المدينة نزل على كلثوم بن الهدم، وشهد عمرو بدراً وهو ابن اثنتين وثلاثين سنة، وقُتِل في وقعة الجمل مع علي بن أبي طالب».